# Самойлова, Татьяна Евгеньевна (искусствовед)
Татьяна Евгеньевна Самойлова (р. 22 апреля 1959) — российский искусствовед, специалист по древнерусскому искусству, публицист.

## Биография
В 1985 году, почти сразу после окончания университета, поступила на работу в Музеи Московского Кремля, где занималась изучением фресок.
С 1991 по 1996 года под руководством доктора искусствоведения Г. В. Попова проходила обучение в аспирантуре НИИ истории искусства в Москве. Диссертация, посвящённая росписям Архангельского собора, получила высокую оценку Макариевского фонда и удостоена Макариевской премии. На основе диссертации была выпущена монография «Княжеские портреты в системе росписей Архангельского собора»
Впоследствии переключилась на коллекцию иконописи.
К 2007 году стала заведующей сектором живописи, позже — старший научный сотрудник, хранитель фонда иконописи.
Сейчас — старший научный сотрудник отдела древнерусского искусства Третьяковской галереи.
С 2011 года читает курс всеобщей истории искусства на факультета дизайна РАНХиГС при президенте РФ.

## Публикации

### Книги
- Самойлова Т. Е. Панова Т. Д. Усыпальница Ивана Грозного. М., 2004. — ISBN 5-88678-090 — 3000 экз.
- Самойлова Т. Е. Княжеские портреты в росписи Архангельского собора Московского Кремля. Иконографическая программа XVI века. М., 1996, 2004. — ISBN 5-89826-177-X. — 5000 экз.
- Святые князья в стенописи Архангельского собора. М., 2006. — ISBN 5-98547-015-6 — 2000 экз.
- Баталов А. Л., Самойлова Т. Е. Архангельский собор. М., 2008. — ISBN 978-5-903888-08-5 — 1800 экз.
- Иконостас Успенского собора Кирилло-Белозерского монастыря. Каталог выставки. М., 2012. Ответств. редактор-составитель. ISBN 978-5-88678-235-6

### Статьи
- Священное пространство княжеского гроба // Иеротопия. Создание сакральных пространств в Византии и Древней Руси. М., 2006.
- Святые князья Георгий-Мстислав, Федор Ярославич, Василий и Константин Ярославские, Глеб Владимирский и Игнатий Угличский. История прославления и иконография.// Православные святыни *Московского Кремля в истории и культуре России. М., 2006.
- Власть перед лицом смерти//Королевский двор в политической культуре средневековой Европы. Теория. Символика. Церемониал. М., 2004.
- Princes' portraits in the iconographical program of the Archangel cathedral frescoes decjration (the program of Ivan the Terrible’s reign)// Ars greaca. Ars latina. Krakow, 2001.
- Царская твердыня. «Вера, государь…и красота церковная»// Вера и власть. Эпоха Ивана Грозного. Каталог выставки. М., 2008.
- Иконостас Успенского собора Кирилло-Белозерского монастыря. Автор вступительной статьи и редактор-составитель каталога. М., 2012.
- Великий князь и государь всея Руси Иван III. Каталог выставки. М., 2013 (автор вступительной статьи и редактор-составитель)
- К истории канонизации царевича Димитрия//Московский Кремль в XV столетии. Архангельский собор и колокольня «Иван Великий» Московского Кремля. 500лет. II. М., 2011
- Царство земное и Царство Небесное//Святая Русь. Каталог выставки. СПб., 2011.
- Икона «Воскресение-Сошествие во ад» XVII в из Музеев Московского Кремля//Каптеревские чтения. Вып.8.М., 2010

## Выставочные проекты
Принимала участие в разработке концепции выставочных проектов «Христианские реликвии в Кремле» (2001 г.), «Царский храм» (2003 г.).
Организатиор и куратор выставок:
- «Вера и власть. Эпоха Ивана Грозного», Музеи Московского Кремля, 2008;
- «Кирилло-Белозерский иконостас», Музеи Московского Кремля, 2012.
- «Великий князь и государь всея Руси Иван III». Музеи Московского Кремля, 2013.
- «Сказание о граде Свияжске», Третьяковская галерея, 2018

## Награды и премии
- 1999 — Макариевская премия, за монографию «Княжеские портреты в системе росписей Архангельского собора»[7]